# 中国共产党第十九届中央委员会第七次全体会议
中国共产党第十九届中央委员会第七次全体会议，简称中共十九届七中全会，于2022年10月9日至12日在北京召开。

## 前期准备
2022年8月30日，中共中央政治局召开会议，决定10月9日召开中共十九届七中全会，并向全会建议二十大于10月16日在北京召开。
2022年9月9日，中共中央政治局召开会议，研究拟提请党的十九届七中全会讨论的十九届中央委员会向中国共产党第二十次全国代表大会的报告稿、《中国共产党章程（修正案）》稿、十九届中央纪律检查委员会向中国共产党第二十次全国代表大会的工作报告稿，审议《十九届中央政治局贯彻执行中央八项规定情况报告》《关于党的十九大以来整治形式主义为基层减负工作情况的报告》。

## 全会内容
全会根据中共中央政治局建议，决定中国共产党第二十次全国代表大会于2022年10月16日在北京召开。
中共中央总书记习近平代表中央政治局向全会作工作报告，并就第十九届中央委员会向中国共产党第二十次全国代表大会的报告讨论稿向全会作了说明。中共中央政治局常委、中央书记处书记王沪宁就《中国共产党章程（修正案）》讨论稿向全会作了说明。
全会讨论并通过了党的十九届中央委员会向中国共产党第二十次全国代表大会的报告，讨论并通过了党的十九届中央纪律检查委员会向中国共产党第二十次全国代表大会的工作报告，讨论并通过了《中国共产党章程（修正案）》。
全会确认了中央政治局之前作出的给予傅政华、沈德咏、张敬华的开除党籍处分，给予李佳撤销党内职务处分。
全会决定递补中央委员会候补委员马国强、王宁、王伟中为中央委员会委员。